# Adam Zalužanský ze Zalužan
Adam Zalužanský ze Zalužan (asi 1555? v Mnichově Hradišti – 8. prosince 1613 v Praze) byl český humanista, lékař, lékárník, botanik a pedagog.

## Život
Pocházel z erbovní měšťanské utrakvistické rodiny, usedlé v Mnichově Hradišti. Vzdělání získal na univerzitách ve Wittenbergu, Karlově univerzitě v Praze, kde se stal mistrem svobodných umění. Dále vyučoval na Novém Městě pražském na farní škole u svatého Jindřicha. Poté odcestoval do Německa, a na univerzitě v Helmstedtu získal titul doktora medicíny. Poté se v roce 1587 vrátil na pražskou univerzitu jako profesor, postupně se stal děkanem, a nakonec v roce 1593 rektorem. Snažil se o znovuobnovení lékařské fakulty.
Vedle toho se zasadil o vymezení botaniky jako svébytného vědního oboru. Rostlinstvo studoval na Pražském hradě a v Českém Krumlově v zahradách Viléma z Rožmberka. Měl svoji lékárnu a v Praze vykonával dohled nad staroměstskými lékárnami.
Po vypuknutí morové epidemie v Praze v roce 1613 obětavě léčil nemocné, sám se však nakazil a zemřel. 

## Památky
- Zalužanský byl pohřben v Betlémské kapli na Starém Městě pražském. Znaková náhrobní deska ze sliveneckého mramoru byla před stavebními úpravami kaple roku 1948 přenesena do Lapidária Národního muzea (inv. č. 38.213).
- Jeho jméno je uvedeno v kartuši mezi 72 osobnostmi na fasádě Národního muzea.

## Dílo
Je autor spisů lékařských, botanických, vydával také minuce.
- Řád apatékařský, 1591
- Methodi herbariae libri tres, 1592